# Broken Social Scene (musikalbum)
Broken Social Scene är det kanadensiska indierockbandet Broken Social Scenes tredje studioalbum. Det släpptes 2005.

## Låtlista
1. "Our Faces Split the Coast in Half" – 3:42
2. "Ibi Dreams of Pavement (A Better Day)" – 4:27
3. "7/4 (Shoreline)" – 4:53
4. "Finish Your Collapse and Stay for Breakfast" – 1:24
5. "Major Label Debut" – 4:28
6. "Fire Eye'd Boy" – 3:59
7. "Windsurfing Nation" – 4:36
8. "Swimmers" – 2:55
9. "Hotel" – 4:35
10. "Handjobs for the Holidays" – 4:39
11. "Superconnected" – 5:39
12. "Bandwitch" – 6:58
13. "Tremoloa Debut" – 0:59
14. "It's All Gonna Break" – 9:55